# Rheumaptera subalbida
Rheumaptera subalbida är en fjärilsart som beskrevs av Marschner 1933. Rheumaptera subalbida ingår i släktet Rheumaptera och familjen mätare. Inga underarter finns listade.